# Mitsukaidō
 (juillet 2020).
Si vous disposez d'ouvrages ou d'articles de référence ou si vous connaissez des sites web de qualité traitant du thème abordé ici, merci de compléter l'article en donnant les références utiles à sa vérifiabilité et en les liant à la section « Notes et références ».
Mitsukaidō (水海道市, Mitsukaidō-shi) est l'ancien nom de la ville de Jōsō située dans la préfecture d'Ibaraki au Japon, avant sa fusion avec le bourg d'Ishige en 2006.
Située au sud-est du pays, à 40 km au nord de Tokyo, Mitsukaidō est établie à 23 mètres d'altitude et compte 41 147 habitants.